# Idiom (språk)

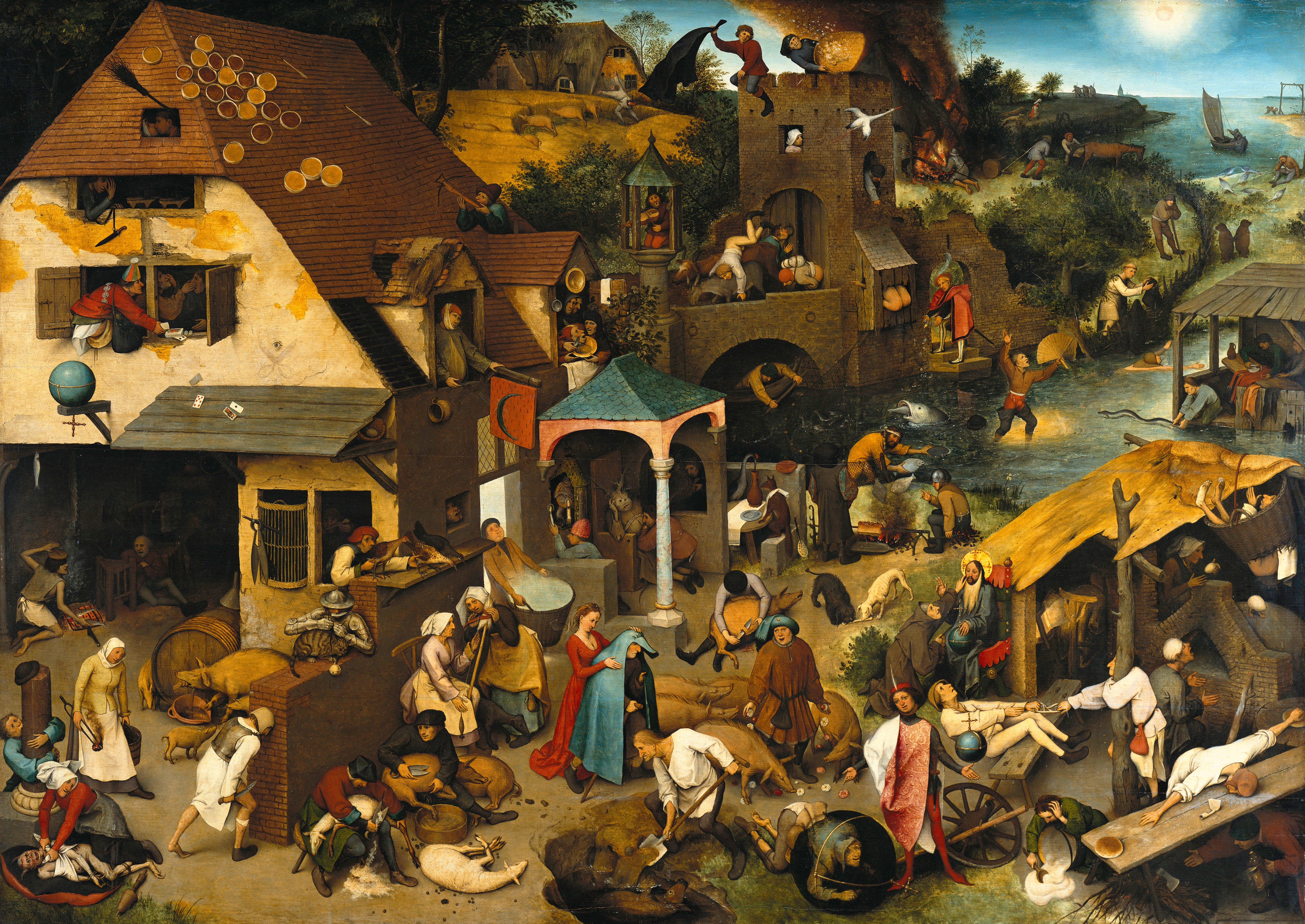
Målningen Nederländska ordspråk från 1559 av Pieter Bruegel d.ä. illustrerar flera ordspråk och idiom.

Idiom har två betydelser på svenska. Den äldre svenska betydelsen – den enda som finns med i Svenska Akademiens ordbok (1933) – är att idiom betyder en språklig varietet: ett språk eller en dialekt. Att något är idiomatiskt innebär då att det är karakteristiskt, säreget och språkriktigt korrekt för ett språk eller en dialekt. Idiomatiskt uttal innebär att man uttalar ett språk ”som en infödd”.
En nyare språkvetenskaplig betydelse är att ett idiom är en fast fras som ingår i en språkvarietet, där betydelsen inte framgår av de enskilda ordens betydelser. ”Byta fot” är ett idiom, för man kan inte se att ”byta fot” betyder ”plötsligt ändra åsikt”, genom att se på vad ”byta” och ”fot” betyder. En synonym till ”idiom” i denna betydelse är idiomatiskt uttryck.
Inom lingvistiken är det fraseologin som ägnar sig åt idiom. Idiomatiska uttryck är talesätt som kan infogas i meningar och anpassas grammatiskt. Man kan till exempel ändra tempus på ”byta fot”: ”Han bytte fot” eller ”Han kommer kanske att byta fot”. På detta vis skiljer idiom sig ifrån ordspråk som består av en fast fullständig mening som inte förändras utan upprepas ordagrant. 
Idiomatiska uttryck består av två eller flera ord (lexem) som i sin sammansättning har en specifik betydelse. Dessa talesätt vållar ofta problem vid översättning mellan olika språk om de översätts ordagrant. I bästa fall hittar man ett motsvarande idiom i målspråket, men ofta kan man inte fullt ut få med den betydelse som avsågs i originalspråket.
Bland nybörjare i ett språk är idiomen bland det svåraste att få grepp om, eftersom de sällan finns listade i böcker och ordlistor. Språkläroböcker tar oftast bara med de allra mest vardagliga och vanliga.
Många av de svenska idiomen är lånade och översatta från andra språk, ibland felöversatta. En övervägande del av svenska idiom och ordspåk har sitt ursprung i Bibeln eller i latinska, grekiska, arabiska, engelska, franska eller tyska uttryck och visdomsord.
För exempel, se Lista över svenska idiomatiska uttryck.